# Mark González
Mark Dennis González Hoffmann (Durban, Zuid-Afrika, 10 juli 1984) is een Chileens betaald voetballer die bij voorkeur als linkeraanvaller speelt. Hij debuteerde in juni 2003 in het Chileens voetbalelftal, waarmee hij in 2016 de Copa América Centenario won. González' bijnaam luidt Speedy González, naar het gelijknamige tekenfilmfiguur.

## Clubcarrière
González werd geboren in Zuid-Afrika, waar zijn vader Raúl González profvoetballer was. Op tienjarige leeftijd keerde het gezin González terug naar Chili. Hier werd González ontdekt door Club Deportivo Universidad Católica, dat hem opnam in de jeugdopleiding. In 2002 debuteerde hij in het eerste elftal. In 2004 werd González gecontracteerd door het Spaanse Albacete.
In augustus 2005 werd González, na de degradatie van Albacete, gecontracteerd door Liverpool FC. Door problemen met het verkrijgen van een werkvergunning speelde de Chileen echter geen minuut voor de Engelse club. Oorzaak hiervan was dat Chili te laag stond op de FIFA-ranglijst. González ging op huurbasis naar Real Sociedad. Ondertussen was het Zuid-Amerikaanse land voldoende gestegen, waardoor González voor het seizoen 2006/2007 wel in aanmerking kon komen voor een werkvergunning.
In zijn eerste seizoen bij Liverpool wist hij nooit een vaste basisplaats te veroveren en juni 2007 tekende González een contract bij Real Betis. Na twee jaar voor Betis te hebben gespeeld, vertrok hij in 2009 voor 6,5 miljoen euro naar CSKA Moskou. Vanaf begin 2014 speelde hij voor Universidad Católica. Begin 2016 ging hij in Brazilië voor Sport Club do Recife spelen. In 2017 speelde hij voor Colo-Colo en in 2018 ging hij voor Deportes Magallanes spelen.

## Interlandcarrière
González maakte op 8 juni 2003 zijn debuut in het Chileens nationaal elftal, in een met 1-0 verloren oefeninterland tegen Costa Rica. Hij trad in dat duel na 75 minuten aan als vervanger van Boris González. Hij kwam in opspraak in het voorjaar van 2006, toen Chili een oefentournee maakte door Europa. Na een oefenwedstrijd tegen Ierland op 24 mei zou hij samen met aanvaller Reinaldo Navia drie onbekende vrouwen hebben meegenomen naar hun hotelkamers. Beiden werden daarop door bondscoach Nelson Acosta uit de selectie gezet en naar huis gestuurd. De affaire kreeg in Chili de naam Dublinazo. Bondscoach Juan Antonio Pizzi nam González in 2016 mee naar de Copa América Centenario, die zijn landgenoten en hij wonnen. Hij behoorde oorspronkelijk niet tot de selectie, maar mocht alsnog mee toen Matías Fernández afviel met een blessure. Hij kwam in zowel de kwart- als de halve finale in actie, als invaller.

## Clubstatistieken
| seizoen    | club                   | land     | competitie       | wed. | goals |
| ---------- | ---------------------- | -------- | ---------------- | ---- | ----- |
| 2002       | Universidad Católica   | Chili    | Primera División | 6    | 0     |
| 2003       | Universidad Católica   | Chili    | Primera División | 28   | 7     |
| 2004       | Universidad Católica   | Chili    | Primera División | 8    | 1     |
| 2004/05    | Albacete Balompié      | Spanje   | Primera División | 25   | 5     |
| 2005/06    | Real Sociedad          | Spanje   | Primera División | 10   | 3     |
| 2006/07    | Liverpool FC           | Engeland | Premier League   | 25   | 2     |
| 2007/08    | Real Betis             | Spanje   | Primera División | 24   | 6     |
| 2008/09    | Real Betis             | Spanje   | Primera División | 20   | 4     |
| 2009       | FK CSKA Moskou         | Rusland  | Premjer-Liga     | 5    | 2     |
| 2010       | FK CSKA Moskou         | Rusland  | Premjer-Liga     | 21   | 3     |
| 2011/12    | FK CSKA Moskou         | Rusland  | Premjer-Liga     | 5    | 1     |
| 2012/13    | FK CSKA Moskou         | Rusland  | Premjer-Liga     | 11   | 0     |
| 2013/14    | FK CSKA Moskou         | Rusland  | Premjer-Liga     | 7    | 0     |
| 2013/14    | → Universidad Católica | Chili    | Primera División | 4    | 1     |
| 2014/15    | Universidad Católica   | Chili    | Primera División | 27   | 8     |
| 2015/16    | Universidad Católica   | Chili    | Primera División | 10   | 5     |
| 2016       | Sport Club do Recife   | Brazilië | Série A          | 8    | 1     |
| 2017       | Colo-Colo              | Chili    | Primera División | 4    | 0     |
| 2018       | Deportes Magallanes    | Chili    | Primera B        | 0    | 0     |
| Bijgewerkt | 2 februari 2018        |          |                  |      |       |

## Erelijst
| Competitie            |           |                  |           |           |
| Competitie            | Aantal    | Jaren            |           |           |
| Liverpool             | Liverpool | Liverpool        | Liverpool | Liverpool |
| --------------------- | --------- | ---------------- | --------- | --------- |
| FA Community Shield   | 1×        | 2006             |           |           |
| CSKA Moskou           |           |                  |           |           |
| Kampioen Premjer-Liga | 1×        | 2012/13, 2013/14 |           |           |
| Beker van Rusland     | 1×        | 2010/11          |           |           |
| Russische supercup    | 1×        | 2013             |           |           |

| Competitie   | Winnaar | Winnaar | Runner-up | Runner-up | Derde  | Derde |
| Competitie   | Aantal  | Jaren   | Aantal    | Jaren     | Aantal | Jaren |
| Chili        | Chili   | Chili   | Chili     | Chili     | Chili  | Chili |
| ------------ | ------- | ------- | --------- | --------- | ------ | ----- |
| Copa América | 1×      | 2016    |           |           |        |       |